# Dominic Monaghan
Dominic Bernard Patrick Luke Monaghan (født 8. december 1976 i Tyskland) er en engelsk skuespiller, er bedst kendt for sin rolle, som "Merry" i Peter Jacksons fortolkning af J.R.R. Tolkiens Ringenes Herre-trilogi, og som Charlie Pace i tv-serien Lost.

## Biografi

### Opvækst
Monaghan blev født i Berlin i Tyskland. Da han var tolv år, flyttede hans familie fra Tyskland til Heaton Moor i Stockport, England og senere til Manchester. Hans hovedsprog er engelsk, men han taler også tysk, han er kendt for at kunne imitere andre stemmer og accenter. Han gik på St. Anne's RC High School (hvor hans onkel var hans lærer) og senere Aquinas College, hvor han studerede engelsk litteratur, drama og geografi.
Selvom han havde mange beskæftigelser, da han var yngre, har han altid villet være skuespiller. Efter hans andet år på skolen "Aqinas", spillede han regelmæssigt med i skolespil som Oliver Twist, A Christmas Carol, og Bugsy Malone.
Dominic kom så ind på "Manchester Youth Theatre" hvor han fik en rolle i Hetty Wainthropp Investigates. han spillede Hetty's mindreårige håndlanger, Geoffrey Shawcross, i fire sæsoner. Han fik sin filmdebut, da han spillede hovedrollen som "Russian Sailor Sasha" i TV-filmen Hostile Water.

### Privat
Monaghan elsker naturen, og han har været med til at plante træer, kaktusser, osv. Han ejer en lille del skov i Indien, og han har arbejdet med The Animals Rights Group (PETA).
I en dokumentar om Ringenes Herre afslørede Dominic for sine Ringenes Herre-fans, at han på sin højre arm har en tatovering, hvor der står ordet "nine" skrevet. Det symboliserer, at han var med i "Ringenes Herre", og at hans karakter var en af de ni medlemmer af "Ringens Fællesskab". Han fortalte også, at nogle af hans medskuespillere også fik sådanne tatoveringer under optagelserne af filmen.
Han har også en tatovering på sin venstre arm, hvor der står "Living is easy with eyes closed", som er en linje fra Beatles-sangen "Strawberry Fields Forever". Han har også to stjerner tatoveret på sin venstre ankel.
Han var i 2006 sammen med kollegaen Evangeline Lilly, som han lærte at kende ved optagelserne af serien Lost.
Men i 2007 blev det offentliggjort at Dominic og Evangeline ikke længere var sammen.
Dominic skal spille med i X-Men-filmen Spinoff Wolverine som Barnell.
Dominic har også været med i ABC's serie 'Flashforward' hvor han spiller Simon

### Trivia
- Han er 1.70 m høj.
- Gemte et par latex-hobbitfødder, som blev brugt i RH.
- Monaghans far gav ham Ringenes Herre-bøgerne, da han var 15 og sagde: "Jeg vil give dig 6 måneder til at læse dem" – Det tog kun Dominic to.
- Gik egentlig til audition til rollen som Frodo Sækker i RH.
- I Ringenes Herre - Eventyret om Ringen i den første scene med Gollum og Bilbo Baggins, var Andy Serkis, som spillede Gollum, der ikke, så Dominic erstattede ham. Dette var hans eneste scene sammen med Ian Holm (Bilbo).
- Imens han indspillede Ringenes Herre-trilogien, slap han af med sin skræk for højder ved at følge med Orlando Bloom når han gik til bungee jump.
- Var faktisk den højeste af de fire hovedskuespillere, der skulle spille hobbitter i Ringenes Herre.
- Er videospilfanatiker og holder ofte spillearkader hjemme hos sig.
- Producerne på Lost var så imponerede over Monaghan, at de omskrev rollen Charlie til en omkring 20-årig fyr, da han før egentlig skulle have været en midaldrende rockstjerne, som ikke var kendt mere.
- I 2010 medvirkede han i videoen til Rihanna og Eminems sang "Love the way you lie"

## Filmografi

### Film
| Year | Film                                   | Role                  | Notes                            |
| ---- | -------------------------------------- | --------------------- | -------------------------------- |
| 1997 | Hostile Waters                         | Sasha                 | TV film                          |
| 2001 | Ringenes Herre - Eventyret om Ringen   | Meriadoc Brandybuck   |                                  |
| 2002 | Ringenes Herre - De to Tårne           | Meriadoc Brandybuck   |                                  |
| 2003 | Ringenes Herre - Kongen vender tilbage | Meriadoc Brandybuck   | Vandt Screen Actors Guild Awards |
| 2003 | An Insomniac's Nightmare               | Jack                  |                                  |
| 2004 | Spivs                                  | Goat                  |                                  |
| 2004 | The Purifiers                          | Sol                   |                                  |
| 2005 | Ringers: Lord of the Fans              | Narrator              |                                  |
| 2005 | Shooting Livien                        | Owen Scott            |                                  |
| 2008 | I Sell the Dead                        | Arthur Blake          |                                  |
| 2009 | X-Men Origins: Wolverine               | Barnell Bohusk / Beak |                                  |
| 2009 | Pet                                    | Seth                  | Pre-production                   |

### Fjernsyn
| År          | Serie                                               | Rolle                    | Bemærkninger                 |
| ----------- | --------------------------------------------------- | ------------------------ | ---------------------------- |
| 1996 - 1998 | Hetty Wainthropp Investigates                       | Geoffrey Shawcross       |                              |
| 2000        | This is Personal: The Hunt for the Yorkshire Ripper | Jimmy Furey              |                              |
| 2000        | Monsignor Renard                                    | Etienne Pierre Rollinger |                              |
| 2004 - 2010 | Lost                                                | Charlie Pace             | Screen Actors Guild Awards   |
| 2008        | Madtv                                               | Ukendt indtil videre     | Premiere den 26. april, 2008 |

Kilder
1. ↑  Webster, Di (17. august 2005). ""Dominic Monaghan"". Who (engelsk). Arkiveret fra originalen 11. august 2007. Hentet 2006-10-09. Dominic Bernard Patrick Luke Monaghan, named after both my parents and my confirmation name
2. ↑  "Dominic Monaghan Exclusive Interview at Unreal.co.uk". Arkiveret fra originalen 8. juni 2008. Hentet 2007-06-13.
3. ↑  "Lost Star Dominic Monaghan Appears in New PETA Wildlife Ad". HelpingAnimals.com. Arkiveret fra originalen 10. februar 2008. Hentet 21. februar 2008.
4. ↑  Schwarz, Rae. "The Tattoos of the Fellowship of the Ring". BellaOnline. Arkiveret fra originalen 6. august 2007. Hentet 28. maj 2007.